# Segregatospumellaceae
Famille
Les Segregatospumellaceae sont une famille d'algues de l'embranchement des Ochrophyta  de la classe des Chrysophyceae et de l'ordre des Segregatospumellales.
Ce biflagellé appartient à une lignée phylogénétique très particulière au sein des Chrysophycées.

## Étymologie
Le nom vient du genre type Segregatospumella, dérivé du latin segregatio-, séparation, spumo, écume, et du suffixe ella, petit, littéralement « petite écume isolée », qui indique la non-relation phylogénétique de ce taxon avec toutes les autres lignées connues de Chrysophyceae. Ce genre est interprété, par les microbiologistes, comme le point d'origine taxonomique de ce qu'ils nomment « Spumella-like Flagellates » / « flagellés de type Spumella ».

## Description
Segregatospumella est un biflagellé bactérivore, non photosynthétique, non colonial, non écailleux.

## Liste des genres
Selon AlgaeBase (1er février 2022) :
- Segregatospumella  Boenigk & Grossmann, 2016